# Wahlkreis Stadtkreis Kassel
Der Wahlkreis Stadtkreis Kassel  (Wahlkreis Kassel 3) war der dritte Wahlkreis im Regierungsbezirk Kassel für die Wahl des Preußischen Abgeordnetenhauses.

## Beschreibung
Nach der Annexion Kurhessens wurde das Preußische Abgeordnetenhaus 1867 um Vertreter der neu erworbenen Gebiete erweitert. Der so entstandene Wahlkreis Stadtkreis Kassel umfasste den Stadtkreis Kassel. Im Wahlkreis wurde ein Abgeordneter gewählt. Wahlort war Kassel. 1899 und 1906 wurde der Wahlbezirk um einige vom Landkreis Kassel (Wahlkreis Kassel-Witzenhausen) an den Stadtkreis Kassel abgetretene Landgemeinden vergrößert.
Berufszugehörigkeit der Männer:
| Jahr | Landwirtschaft | Industrie und Gewerbe | Dienstleistungen und Verwaltung | Zahl Urwähler |
| ---- | -------------- | --------------------- | ------------------------------- | ------------- |
| 1882 | 2,4 %          | 40,9 %                | 20,1 %                          | 20.302        |
| 1907 | 1,6 %          | 50,7 %                | 22,6 %                          | 47.873        |

Konfessionsstruktur
| Jahr | evangelisch | katholisch | Bevölkerungszahl |
| ---- | ----------- | ---------- | ---------------- |
| 1880 | 88,2 %      | 8,5 %      | 58.290           |
| 1905 | 88,4 %      | 8,7 %      | 138.670          |

Der Wahlkreis war eine Parteihochburg der der NLP.

## Abgeordnete
| Legislaturperiode | Abgeordneter            | Partei | Bild |
| ----------------- | ----------------------- | ------ | ---- |
| 1867–1879         | Otto Baehr              | NLP    |      |
| 1879–1882         | Arthur von Griesheim    | NLP    |      |
| 1882–1898         | Ludwig Enneccerus       | NLP    |      |
| 1898–1893         | Friedrich Karl Endemann | NLP    |      |
| 1893–1918         | Theodor Schroeder       | NLP    |      |

## Wahlen

### Wahl 1867
Die allgemeine Wahl für die 10. Legislaturperiode fand am 30. Oktober statt, die Wahl der Abgeordneten durch die Wahlmänner am 7. November 1867. 158 Wahlmänner wurden gewählt, von denen 158 stimmberechtigt waren. Bei der Abgeordnetenwahl waren 119 Wahlmänner (75,3 %) anwesend. 113 Wahlmänner (95,0 %) wählten Otto Baehr (NLP). 5 Stimmen (4,2 %) entfielen auf den unabhängigen Kandidaten Salomon Hahndorf. 1 Stimmenthaltung wurde gezählt.

### Wahl 1870
Die allgemeine Wahl für die 11. Legislaturperiode fand am 9. November statt, die Wahl der Abgeordneten durch die Wahlmänner am 16. November 1867. 158 Wahlmänner wurden gewählt, von denen 158 stimmberechtigt waren. Bei der Abgeordnetenwahl waren 138 Wahlmänner (87,3 %) anwesend. 134 Wahlmänner (97,1 %) wählten Otto Baehr (NLP). 4 Stimmenthaltung wurde gezählt.

### Wahl 1873
Die allgemeine Wahl für die 12. Legislaturperiode fand am 28. Oktober statt, die Wahl der Abgeordneten durch die Wahlmänner am 14. November 1873. 176 Wahlmänner wurden gewählt, von denen 176 stimmberechtigt waren. Bei der Abgeordnetenwahl waren 171 Wahlmänner (97,2 %) anwesend. 170 Wahlmänner (99,4 %) wählten Otto Baehr (NLP). Eine Stimme war ungültig.

### Wahl 1876
Die allgemeine Wahl für die 13. Legislaturperiode fand am 20. Oktober statt, die Wahl der Abgeordneten durch die Wahlmänner am 27. Oktober 1876. 199 Wahlmänner wurden gewählt, von denen 198 stimmberechtigt waren. Bei der Abgeordnetenwahl waren 189 Wahlmänner (95,5 %) anwesend. 189 Wahlmänner (100,0 %) wählten Otto Baehr (NLP).

### Ersatzwahl 1877
Otto Baehr schied im September 1877 aus und es kam zu einer Ersatzwahl. Bei der Abgeordnetenwahl waren 141 Wahlmänner (70,9 %) anwesend. 140 Wahlmänner (99,3 %) wählten Otto Baehr (NLP), eine Stimme war ungültig.

### Wahl 1879
Die allgemeine Wahl für die 14. Legislaturperiode fand am 30. September statt, die Wahl der Abgeordneten durch die Wahlmänner am 17. Oktober 1879. 204 Wahlmänner wurden gewählt, von denen 187 stimmberechtigt waren. Bei der Abgeordnetenwahl waren 181 Wahlmänner (96,8 %) anwesend. 94 Wahlmänner (51,9 %) wählten Griesheim (NLP). 86 Stimmen (47,5 %) entfielen auf den Kasseler Regierungsrat Dr. Philipp Schwarzenberg (Freisinn), eine Stimme war ungültig.

### Wahl 1882
Die allgemeine Wahl für die 15. Legislaturperiode fand am 19. Oktober statt, die Wahl der Abgeordneten durch die Wahlmänner am 26. Oktober 1882. 223 Wahlmänner wurden gewählt, von denen 218 stimmberechtigt waren. Bei der Abgeordnetenwahl waren 209 Wahlmänner (95,9 %) anwesend. 1155 Wahlmänner (74,2 %) wählten Ludwig Enneccerus (NLP). 33 Stimmen (15,8 %) entfielen auf den freisinnigen Kandidaten Hermann Faubel, Fabrikant in Kassel, 21 Stimmen (10,0 %) entfielen auf den konservativen Kandidaten Franz Lotz.

### Wahl 1885
Die allgemeine Wahl für die 16. Legislaturperiode fand am 29. Oktober statt, die Wahl der Abgeordneten durch die Wahlmänner am 5. November 1885. 225 Wahlmänner wurden gewählt, von denen 222 stimmberechtigt waren. Bei der Abgeordnetenwahl waren 211 Wahlmänner (95,0 %) anwesend. 159 Wahlmänner (92,4 %) wählten Ludwig Enneccerus (NLP). 16 Stimmen (7,6 %) entfielen auf den Kasseler Rechtsanwalt Dr. jur. Carl Schier.

### Wahl 1888
Die allgemeine Wahl für die 17. Legislaturperiode fand am 30. Oktober statt, die Wahl der Abgeordneten durch die Wahlmänner am 6. November 1888. 236 Wahlmänner wurden gewählt, von denen 236 stimmberechtigt waren. Bei der Abgeordnetenwahl waren 226 Wahlmänner (95,8 %) anwesend. 224 Wahlmänner (99,1 %) wählten Ludwig Enneccerus (NLP)., zwei Stimmen waren ungültig.

### Wahl 1893
Die allgemeine Wahl für die 18. Legislaturperiode fand am 31. Oktober statt, die Wahl der Abgeordneten durch die Wahlmänner am 7. November 1893. Die Wahlbeteiligung lag in der Urwahl über alle Klassen bei 8,1 %. In der I. Klasse betrug die Wahlbeteiligung 40,4 %, in der II. Klasse 25,3 % und in der III. Klasse 5,3 %.
240 Wahlmänner wurden gewählt, von denen 236 stimmberechtigt waren. Bei der Abgeordnetenwahl waren 219 Wahlmänner (92,8 %) anwesend. 219 Wahlmänner (100,0 %) wählten Ludwig Enneccerus (NLP).

### Wahl 1898
Die allgemeine Wahl für die 19. Legislaturperiode fand am 27. Oktober statt, die Wahl der Abgeordneten durch die Wahlmänner am 13. November 1898. 275 Wahlmänner wurden gewählt, von denen 275 stimmberechtigt waren. Die Wahlbeteiligung lag in der Urwahl über alle Klassen bei 8,4 %. In der I. Klasse betrug die Wahlbeteiligung 39,4 %, in der II. Klasse 24,6 % und in der III. Klasse 5,2 %. Bei der Abgeordnetenwahl waren 225 Wahlmänner (89,8 %) anwesend. 247 Wahlmänner (100,0 %) wählten Endemann (NLP).

### Wahl 1903
Die allgemeine Wahl für die 20. Legislaturperiode fand am 12. November statt, die Wahl der Abgeordneten durch die Wahlmänner am 20. November 1903. Die Wahlbeteiligung lag in der Urwahl über alle Klassen bei 19,7 %. In der I. Klasse betrug die Wahlbeteiligung 45,6 %, in der II. Klasse 34,8 % und in der III. Klasse 17,6 %. In der Urwahl verteilten sich die Stimmen auf die Parteien wie folgt:
| Klasse      | Konservative | R     | NLP    | F     | Z     | SPD    | Sonstige | Zahl Urwähler |
| ----------- | ------------ | ----- | ------ | ----- | ----- | ------ | -------- | ------------- |
| I. Klasse   | 0,4 %        | ./.   | 99,1 % | 0,4 % | ./.   | ./.    | ./.      | 229           |
| II. Klasse  | ./.          | ./.   | 99,5 % | 0,2 % | ./.   | 0,3 %  | ./.      | 576           |
| III. Klasse | ./.          | 1,0 % | 70,3 % | ./.   | 0,1 % | 25,4 % | 3,2 %    | 3137          |

369 Wahlmänner wurden gewählt, von denen 365 stimmberechtigt waren. Bei der Abgeordnetenwahl waren 313 Wahlmänner (85,8 %) anwesend. 313 Wahlmänner (100,0 %) wählten Theodor Schröder (NLP).

### Wahl 1908
Die allgemeine Wahl für die 21. Legislaturperiode fand am 3. Juni statt, die Wahl der Abgeordneten durch die Wahlmänner am 16. Juni 1908. 493 Wahlmänner wurden gewählt, von denen 492 stimmberechtigt waren. Die Wahlbeteiligung lag in der Urwahl über alle Klassen bei 24,9 %. In der I. Klasse betrug die Wahlbeteiligung 36,7 %, in der II. Klasse 25,0 % und in der III. Klasse 24,6 %. In der Urwahl verteilten sich die Stimmen auf die Parteien wie folgt:
| Klasse      | NLP    | SPD    | Sonstige | Zahl Urwähler |
| ----------- | ------ | ------ | -------- | ------------- |
| I. Klasse   | 94,5 % | 1,5 %  | 4,0 %    | 273           |
| II. Klasse  | 80,0 % | 9,9 %  | 10,1 %   | 735           |
| III. Klasse | 46,7 % | 35,8 % | 17,5 %   | 5901          |

Bei der Abgeordnetenwahl waren 454 Wahlmänner (92,3 %) anwesend. 372 Wahlmänner (81,9 %) wählten Theodor Schröder (NLP). 80 Stimmen (17,6 %) entfielen auf Gustav Thöne (SPD).

### Wahl 1913
Die allgemeine Wahl für die 22. Legislaturperiode fand am 16. Mai statt, die Wahl der Abgeordneten durch die Wahlmänner am 3. Juni 1913. Die Wahlbeteiligung lag in der Urwahl über alle Klassen bei 30,4 %. In der I. Klasse betrug die Wahlbeteiligung 36,3 %, in der II. Klasse 27,2 % und in der III. Klasse 30,7 %. In der Urwahl verteilten sich die Stimmen auf die Parteien wie folgt:
| Klasse      | NLP    | SPD    | Sonstige | Zahl Urwähler |
| ----------- | ------ | ------ | -------- | ------------- |
| I. Klasse   | 95,6 % | 1,8 %  | 2,6 %    | 454           |
| II. Klasse  | 72,2 % | 21,9 % | 5,8 %    | 1272          |
| III. Klasse | 56,1 % | 31,9 % | 12,0 %   | 7257          |

554 Wahlmänner wurden gewählt, von denen 554 stimmberechtigt waren. Bei der Abgeordnetenwahl waren 531 Wahlmänner (95,8 %) anwesend. 426 Wahlmänner (80,2 %) wählten Theodor Schröder (NLP). 105 Stimmen (19,8 %) entfielen auf den Redakteur Hauschild (SPD).